# The Deep (filme)
The Deep (Brasil: O Fundo do Mar / Portugal: O Abismo) é um filme norte-americano de 1977, do gênero aventura, dirigido por Peter Yates e estrelado por Robert Shaw, Jacqueline Bisset e Nick Nolte.